# Johannes Brumme
Johannes Brumme (* 6. August 1909 in Heukewalde; † 23. September 1967 in Leipzig) war ein deutscher Pädagoge, antifaschistischer Widerstandskämpfer, KZ-Häftling und in der DDR Schulpolitiker sowie Hochschullehrer für Pädagogik.

## Leben
Brumme kam in einer Pädagogenfamilie zur Welt. Sein Vater war Dorfschullehrer. Nach dem Besuch der Volksschule in Braunichswalde und der Aufbauschule in Altenburg studierte Brumme Pädagogik an den Universitäten Leipzig und Jena. 1927 trat er der Sozialistischen  Arbeiterjugend (SAJ) und der Lehrergewerkschaft bei. Seit 1931 unterrichtete er als Dorflehrer im Altenburger Land, bis ihm die NS-Machthaber Berufsverbot erteilten. Weil er illegal gegen das nationalsozialistische Regime kämpfte (u. a. mit Walter Wolf), wurde er 1937 verhaftet und – nach einem Freispruch durch das Oberlandesgericht Jena – als Schutzhäftling in das KZ Buchenwald verschleppt. Dort entging er bei der Arbeit im Steinbruch nur knapp dem Tode. Brumme unterrichtete im Lager illegal im Sinne der Volksfront-Strategie des Kommunistischen Aktivs. Im Februar 1944 gründete Hermann Brill federführend mit Sozialdemokraten (Ernst Thape, Benedikt Kautsky), Kommunisten (Walter Wolf, Johannes Brumme) und christlichen Demokraten (Werner Hilpert) ein illegales Volksfront-Komitee in Buchenwald. Es legte nach der Befreiung nicht nur das Buchenwalder Manifest vor, sondern veröffentlichte außerdem am 19. April 1945 „Entschließungen zur demokratischen Neuordnung Deutschlands“, die in Buchenwald sowohl von der ersten Mitgliederversammlung der KPD als auch im Manifest der demokratischen Sozialisten voll inhaltlich aufgenommen worden sind.
Im April 1945 gehörte Brumme nach der Befreiung der Häftlinge des KZ Buchenwald durch die 3. US-Armee der provisorischen KPD-Bezirksleitung an. Im reichsweiten Anti-Nazi-Komitee übernahm er den Vorsitz des Thüringen-Ausschusses. Zunächst hielt er noch Verbindung mit Hermann Brill, den die amerikanische Besatzungsmacht zum thüringischen Regierungspräsidenten ernannt hatte. Nach dem Einmarsch der Roten Armee berief ihn Walter Wolf ins Landesamt für Volksbildung, wo er sich für eine demokratische Schulreform engagierte. Ab Oktober 1946 arbeitete Brumme – gegen Widerstände aus bürgerlich-konservativen Akademikerkreisen – an der Universität Jena für eine Neuordnung der Lehrerausbildung. Anfang 1951 promovierte er an der Martin-Luther-Universität Halle mit der Arbeit "Stalin über Volksbildung und Erziehung". Im Anschluss war er bis Oktober 1951 Hauptreferent für Pädagogische Fakultäten im Staatssekretariat für Hochschulwesen der DDR. Nach einem Sanatoriumsaufenthalt in Coswig widmete sich Brumme seiner Habilitationsschrift über Wilhelm Liebknechts "Wissen ist Macht – Macht ist Wissen", die er 1959 abschließen konnte. Im selben Jahr war er Lehrbeauftragter im Fach "Geschichte der Pädagogik" an der Universität Halle. Der Versuch, ihn zum Professor zu berufen, scheiterte am Widerstand der Fakultät. Am 6. April 1960 erhielt Brumme an der Humboldt-Universität Berlin den akademischen Grad eines Dr. paed. habil. Von Mai 1960 bis zu seiner Entpflichtung im Sommer 1966 war er Professor mit Lehrauftrag für "Geschichte der Erziehung" an der Deutschen Hochschule für Körperkultur (DHfK) in Leipzig.
Johannes Brumme war seit Dezember 1936 mit seiner ehemaligen Kommilitonin Hilde Klünder verheiratet. Der gemeinsame Sohn Hartmut-Peter wurde im April 1937 geboren. Nach dem Tod seiner ersten Frau im Jahre 1955 heiratete Brumme 1956 die Vorschulerzieherin und Mit-Aspirantin Gertrud-Marie Fenske. Aus dieser Ehe gingen die Kinder Jenny (* 1958), Sonja (* 1961) und Hans-Henri (* 1963) hervor.

## Werke
- Stalin über Volksbildung und Erziehung, Berlin 1951.
- Wilhelm Liebknecht über die Bildung und Erziehung des werktätigen Volkes. Eine Untersuchung über seine Kampfschrift Wissen ist Macht – Macht ist Wissen, Ms., Berlin 1959.

## Nachlass
Der Nachlass Brummes wird im Archiv der Bibliothek für Bildungsgeschichtliche Forschung Berlin aufbewahrt. Zwei kleinere Nachlasssplitter befinden sich im Archiv der Gedenkstätte Buchenwald und im Hauptstaatsarchiv Weimar.